# Lophiostoma nucula
Lophiostoma nucula är en svampart som först beskrevs av Elias Fries, och fick sitt nu gällande namn av Cesati och De Notaris 1863. Lophiostoma nucula ingår i släktet Lophiostoma,  och familjen Lophiostomataceae.   Inga underarter finns listade.
Arten listas också med auktorn Rehm 1881 i vissa databaser.